# میخ‌پنجه مالاگاسی

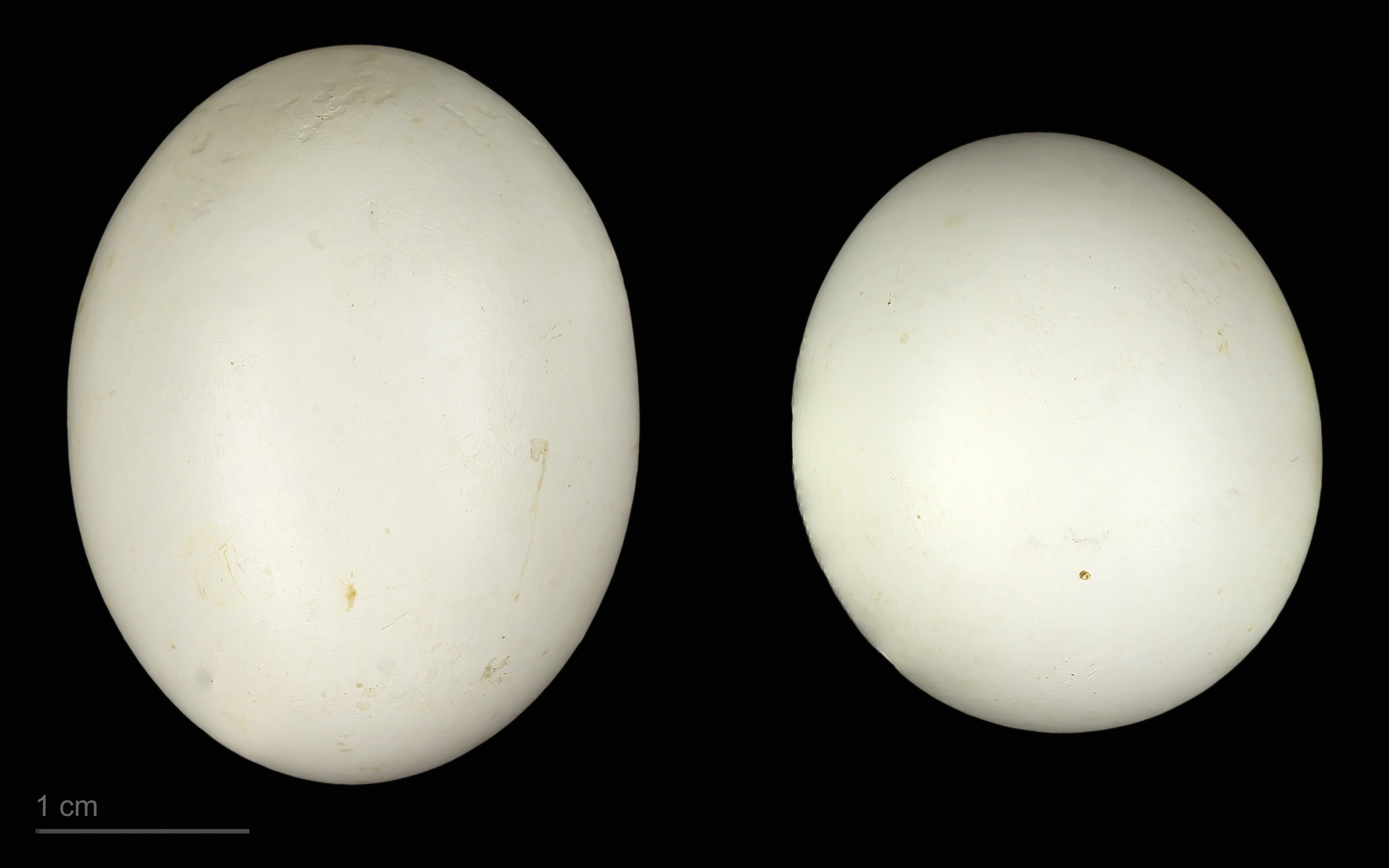
Centropus toulou

میخ‌پنجه مالاگاسی (نام علمی: Centropus toulou) نام یک گونه از سرده میخ‌پنجه است.